# Jaak Kangilaski

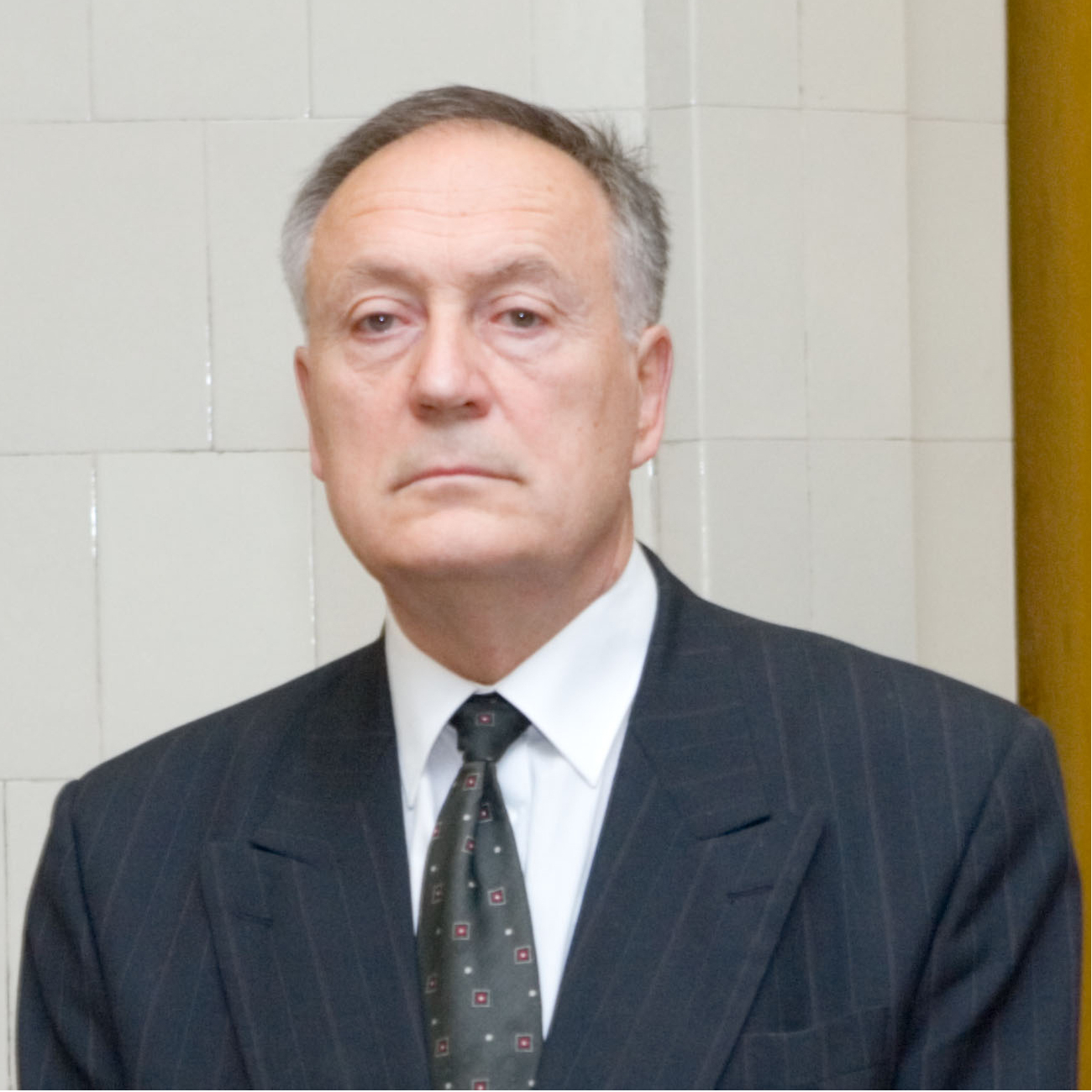
Jaak Kangilaski, 2006

Jaak Kangilaski (* 10. Dezember 1939 in Viljandi; † 30. August 2022 in Tallinn) war ein estnischer Kunsthistoriker.

## Leben und Werk
Jaak Kangilaski machte 1958 in Tallinn das Abitur und studierte anschließend an der Universität Tartu Geschichte und Kunstgeschichte. Nach seinem 1963 erfolgten Abschluss leistete er seinen Militärdienst ab und trat im Herbst 1964 seine Aspirantur an, die er zur Hälfte der Zeit in der Eremitage in Leningrad verbrachte, wo er die Bibliothek und die dortigen Kunstsammlungen intensiv studierte. Die andere Zeit verbrachte er in Tartu, wo er 1969 auch seine Kandidatendissertation zur „Rolle der Les Nabis in der französischen Malerei des späten 19. und frühen 20. Jahrhundert“s verteidigte. Bereits seit 1967 war er Dozent an der Universität Tartu. 1971 nahm er seine Arbeit am Staatlichen Kunstinstitut der ESSR auf, dem Vorläufer der heutigen Estnische Kunstakademie, wo er bis 1995 verschiedene lehrende und leitende Funktionen ausübte. 1955 wurde er zum Professor für Kunstgeschichte an der Universität Tartu berufen, wo er bis 2006 tätig war.
Kangilaskis Forschungsinteresse konzentrierte sich auf die Kunst Westeuropas im späten 19. und frühen 20. Jahrhundert, wozu er zahlreiche Publikationen vorlegte. Außerdem befasste er sich mit Kunsttheorie und schrieb Kunstkritiken. Zu Studienzwecken hielt er sich in Norwegen (1980–1981) und den Vereinigten Staaten (1994) auf, wo er auch Gastvorlesungen gab. Von 1975 bis 1988 war er stellvertretender Vorsitzender des Estnischen Künstlerverbandes.
Sein Vater war der Theaterkünstler und Maler Juhan Kangilaski (1904–1981), sein Onkel der Karikaturist und Grafiker Ott Kangilaski (1911–1975).

## Trivia
Während seiner Studienzeit wurde Kangilaski vom sowjetischen Militärgeheimdienst GRU angeworben, nachdem der Tartuer Professor Paul Ariste vom Kriegskommissariat aufgefordert worden war, begabte junge Männer anzugeben. Seit 1962 führte Kangilaski ein Doppelleben als Kunsthistoriker und Geheimagent, der seine Tätigkeit auch nach der Wiederherstellung der estnischen Unabhängigkeit (1991) fortsetzte. Zudem war er seit 1981 auch für den schwedischen Geheimdienst tätig, also ein Doppelagent. Die nach seinem Tod veröffentlichte Autobiografie trägt dementsprechend den Titel „Meine Leben“: Der erste Teil (S. 5–204) trägt den Titel „Mein Leben“, der zweite Teil (S. 207–377) ist überschrieben mit „Mein verborgenes Leben“. Sie endet mit dem Satz: „Unabhängig von den Resultaten kann ich darüber zufrieden sein, dass es mir gelungen ist, mindestens seit 1981 einen der mächtigsten Geheimdienste der Welt an der Nase herumgeführt zu haben und am Leben geblieben zu sein.“

## Auszeichnungen
- 1978 Verdienter Kulturschaffender der ESSR
- 1998 Orden des Staatswappens (IV. Klasse)
- 2016 Kristjan-Raud-Preis
- 2016 Preis des Kulturkapitals für das Lebenswerk

## Bibliografie (Auswahl)
- Üldine kunstiajalugu. Kunst, Tallinn 1997, ISBN 5-89920-146-0
- (gemeinsam mit Sirje Helme) Lühike eesti kunsti ajalugu. Kunst, Tallinn 1999, ISBN 589920222X
- Norra. Maa, rahvas, kunst. Koolibri, Tallinn 2000, ISBN 9985-009-11-8 (erstmals 1985)
- Kunstist, Eestist ja eesti kunstist.  Ilmamaa, Tartu 2000, ISBN 9985 878-88-4
- Minu elud. Tänapäev, Tallinn 2023, ISBN 978-9916-17-391-6.